# قلعه سفید ندوشن
قلعه سفید ندوشن مربوط به دوره افشار - دوره زند است و در شهرستان میبد، بخش ندوشن واقع شده و این اثر در تاریخ ۵ بهمن ۱۳۷۸ با شمارهٔ ثبت ۲۵۵۵ به‌عنوان یکی از آثار ملی ایران به ثبت رسیده است.از سال ۱۴۰۰ این قلعه بازسازی شده و اکنون به عنوان یک مجموعه اقامتی شرایط و تجربه ی متفاوتی را فراهم کرده است